# 天號作戰

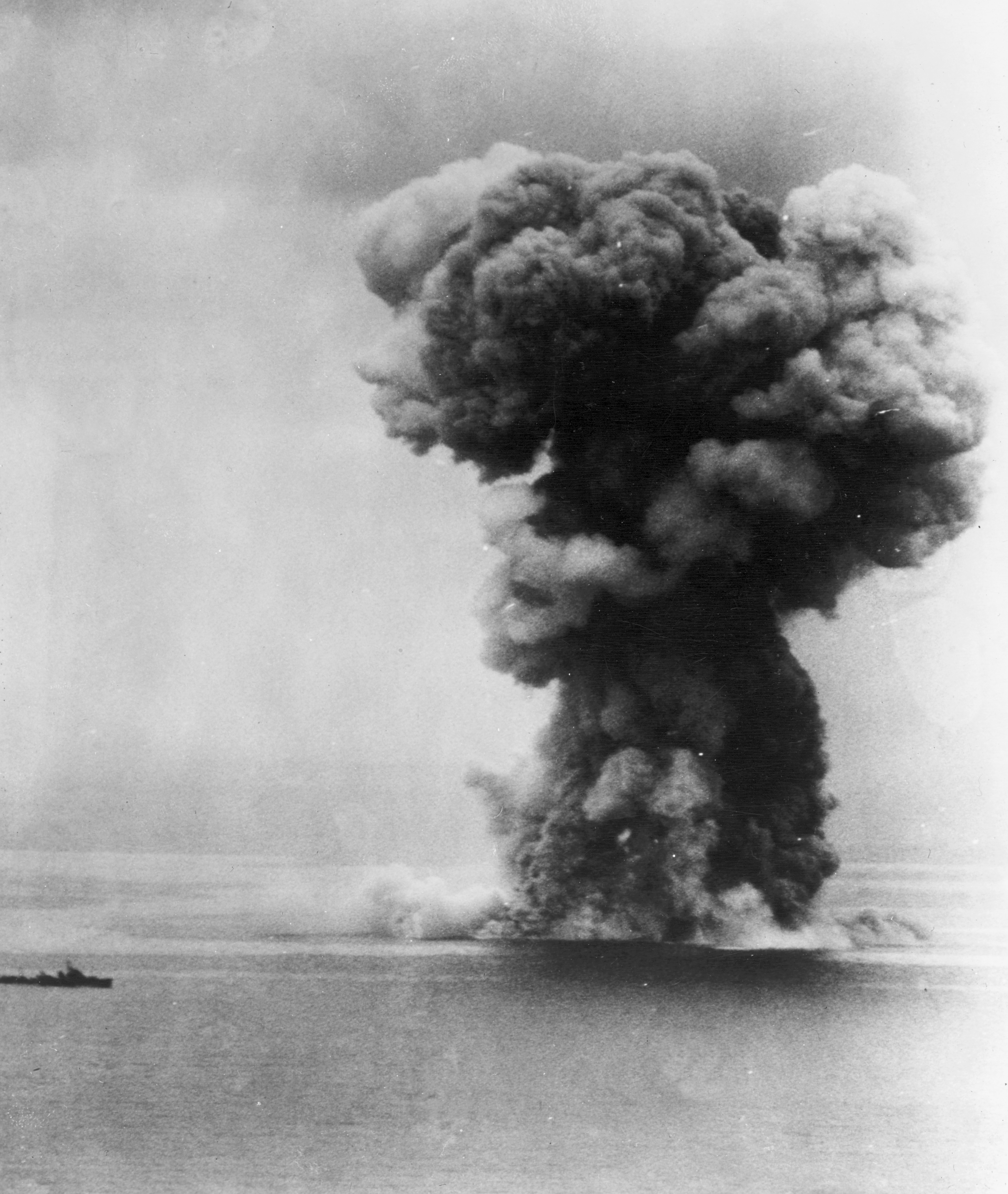
日本战列舰大和号爆炸

天號作戰是太平洋戰爭末期，日本的大本營為了抵禦節節進逼的盟軍攻勢所制定的一項作戰計畫。
由於盟軍軍勢從東海及東亞島弧的南方諸島逐漸逼近，針對這些攻勢，日本計畫以海軍的航空兵力為主力迎擊，天號作戰計畫即為其具體方案。嚴格而言，天號作戰僅為日本三軍聯合作戰計畫大綱中海軍方面的作戰計畫。
1945年3月20日，美軍的海軍機動部隊向九州方面進攻，日軍大本營下令開始執行作戰計畫，於是3月26日日軍的联合艦隊展開天一號作戰。
- 天一號作戰：沖繩方面的航空作戰
- 天二號作戰：台湾方面航空作戰
- 天三號作戰：中國南部沿海方面的航空作戰
- 天四號作戰：中南半島、海南島方面的航空作戰

## 相關戰役
- 捷號作戰
- 菊水作戰
- 決號作戰
- 坊之岬海戰